# Wayne Carson
Wayne Carson Head, ou Wayne Carson (Denver, 31 de maio de 1943 - Nashville, 20 de julho de 2015), também creditado como Wayne Carson Thompson, foi um músico, compositor e produtor musical estadunidense.
Em 1982, liderou a Billboard charts e sua canção "Always on My Mind" ganhou o Grammy em 1983 de Melhor Canção Country. Em 1997, foi introduzido no Nashville Songwriters Hall of Fame.